# チャド・クール
チャド・マイケル・クール（Chad Michael Kuhl , 1992年9月10日 - ）は、アメリカ合衆国デラウェア州ベア出身のプロ野球選手（投手）。右投右打。MLBのアトランタ・ブレーブス傘下所属。愛称はチェット（Chet）。

## 経歴

### プロ入りとパイレーツ時代
2013年のMLBドラフト9巡目（全体269位）でピッツバーグ・パイレーツから指名されプロ入り。この年は傘下のA-級ジェームズタウン・ジャマーズでプロデビューし、13試合に先発登板して3勝4敗、防御率2.11、33奪三振を記録した。
2014年はA+級ブレイデントン・マローダーズでプレーし、28試合に先発登板して13勝5敗、防御率3.46、100奪三振を記録した。
2015年はAA級アルトゥーナ・カーブでプレーし、26試合に先発登板して11勝5敗、防御率2.48、101奪三振を記録した。
2016年は開幕をAAA級インディアナポリス・インディアンズで迎え、6月26日にメジャー契約を結んでアクティブ・ロースター入りした。同日のロサンゼルス・ドジャース戦で先発してメジャーデビューを果たし、5回を3失点の投球でメジャー初勝利を挙げた。最終的には14試合に先発登板して5勝4敗、防御率4.20、WHIP1.32という一定の成績を残した。なお、AAA級インディアナポリスでは16試合の先発登板で6勝3敗、防御率2.37、WHIP1.16という好成績だった。
2017年は先発ローテーションとして1年間定着していた。31先発で8勝11敗、防御率4.35だった。
2018年6月30日に右腕前部の張りで故障者リストに入った。そのままシーズンは終了し、16試合の先発登板で85回を投げ、5勝5敗、防御率4.55だった。9月19日にトミー・ジョン手術を受けた。
2019年はリハビリで全休した。
2020年に2年ぶりにMLBに復帰した。
2021年4月1日のカブスとの開幕戦で自身初めて開幕投手を務めた。オフの11月3日にFAとなった。

### ロッキーズ時代
2022年3月16日にコロラド・ロッキーズと1年契約を結んだ。クアーズ・フィールドで行われた6月28日のロサンゼルス・ドジャース戦では被安打3の完封勝利を挙げ、「クアーズ・フィールドでドジャースを相手に完封勝利を挙げた史上初の投手」となった。
オフの11月6日にFAとなった。

### ナショナルズ時代
2023年2月15日にワシントン・ナショナルズとマイナー契約を結び、同年のスプリングトレーニングに招待選手として参加し、開幕日の3月30日にアンソニー・バンダらと共にメジャー契約を結んだ。6月23日までに16試合に登板するも、3度も故障者リスト入りするなど故障に悩まされて6月24日にパオロ・エスピーノの昇格に伴ってDFAとなり、2日後に自由契約となった。以降は、どのチームにも所属しなかった。

### ホワイトソックス時代
2023年12月29日にシカゴ・ホワイトソックスとマイナー契約を結び、翌2024年のスプリングトレーニングに招待選手として参加したが、開幕はAAA級シャーロット・ナイツで迎えた。6月14日にメジャー昇格を果たすも、9月21日にマイク・ソロカの復帰に伴いDFAとなり、3日後に自由契約となった。同年は31試合(先発1試合)に登板したが、勝ち星なしの2敗、防御率5.06、54奪三振と結果を残せなかった。

### ブレーブス傘下時代
2025年2月4日にアトランタ・ブレーブスとマイナー契約を結び、同年のスプリングトレーニングに招待選手として参加することになった。また、その日のうちにAAA級グウィネット・ストライパーズに配属された。

## 選手としての特徴
速球は最速で99.6mph（約160.3km/h）を計測する。

## 詳細情報

### 年度別投球成績
| 年 度    | 球 団    | 登 板 | 先 発 | 完 投 | 完 封 | 無 四 球 | 勝 利 | 敗 戦 | セ 丨 ブ | ホ 丨 ル ド | 勝 率 | 打 者 | 投 球 回 | 被 安 打 | 被 本 塁 打 | 与 四 球 | 敬 遠 | 与 死 球 | 奪 三 振 | 暴 投 | ボ 丨 ク | 失 点 | 自 責 点 | 防 御 率 | W H I P |
| -------- | -------- | ----- | ----- | ----- | ----- | -------- | ----- | ----- | -------- | ----------- | ----- | ----- | -------- | -------- | ----------- | -------- | ----- | -------- | -------- | ----- | -------- | ----- | -------- | -------- | ------- |
| 2016     | PIT      | 14    | 14    | 0     | 0     | 0        | 5     | 4     | 0        | 0           | .556  | 301   | 70.2     | 73       | 7           | 20       | 0     | 4        | 53       | 2     | 0        | 34    | 33       | 4.24     | 1.32    |
| 2017     | PIT      | 31    | 31    | 0     | 0     | 0        | 8     | 11    | 0        | 0           | .421  | 680   | 157.1    | 159      | 17          | 72       | 7     | 6        | 142      | 8     | 1        | 81    | 76       | 4.35     | 1.47    |
| 2018     | PIT      | 16    | 16    | 0     | 0     | 0        | 5     | 5     | 0        | 0           | .500  | 373   | 85.0     | 89       | 14          | 33       | 1     | 4        | 81       | 7     | 0        | 47    | 43       | 4.55     | 1.44    |
| 2020     | PIT      | 11    | 9     | 0     | 0     | 0        | 2     | 3     | 0        | 0           | .400  | 197   | 46.1     | 35       | 8           | 28       | 0     | 2        | 44       | 1     | 0        | 26    | 22       | 4.27     | 1.36    |
| 2021     | PIT      | 28    | 14    | 0     | 0     | 0        | 5     | 7     | 0        | 4           | .417  | 349   | 80.1     | 73       | 13          | 42       | 0     | 9        | 75       | 9     | 0        | 50    | 43       | 4.82     | 1.43    |
| 2022     | COL      | 27    | 27    | 1     | 1     | 1        | 6     | 11    | 0        | 0           | .353  | 617   | 137.0    | 155      | 25          | 58       | 1     | 5        | 110      | 5     | 0        | 91    | 87       | 5.72     | 1.55    |
| 2023     | WSH      | 16    | 5     | 0     | 0     | 0        | 0     | 4     | 1        | 0           | .000  | 187   | 38.1     | 47       | 8           | 28       | 2     | 3        | 31       | 4     | 0        | 38    | 36       | 8.45     | 1.96    |
| 2024     | CWS      | 31    | 1     | 0     | 0     | 0        | 0     | 2     | 1        | 1           | .000  | 240   | 53.1     | 56       | 5           | 25       | 1     | 6        | 54       | 6     | 0        | 33    | 30       | 5.06     | 1.52    |
| MLB：8年 | MLB：8年 | 174   | 117   | 1     | 1     | 1        | 31    | 47    | 2        | 5           | .397  | 2944  | 668.1    | 687      | 97          | 306      | 12    | 39       | 590      | 42    | 1        | 400   | 370      | 4.98     | 1.49    |

- 2024年度シーズン終了時

### 年度別守備成績
| 年 度 | 球 団 | 投手（P） | 投手（P） | 投手（P） | 投手（P） | 投手（P） | 投手（P） |
| 年 度 | 球 団 | 試 合     | 刺 殺     | 補 殺     | 失 策     | 併 殺     | 守 備 率  |
| ----- | ----- | --------- | --------- | --------- | --------- | --------- | --------- |
| 2016  | PIT   | 14        | 7         | 12        | 0         | 1         | 1.000     |
| 2017  | PIT   | 31        | 10        | 19        | 0         | 2         | 1.000     |
| 2018  | PIT   | 16        | 4         | 11        | 1         | 0         | .938      |
| 2020  | PIT   | 11        | 6         | 5         | 0         | 1         | 1.000     |
| 2021  | PIT   | 28        | 3         | 8         | 1         | 4         | .917      |
| 2022  | COL   | 27        | 12        | 9         | 1         | 0         | .955      |
| 2023  | WSH   | 16        | 5         | 6         | 0         | 0         | 1.000     |
| 2024  | CWS   | 31        | 6         | 3         | 0         | 1         | 1.000     |
| MLB   | MLB   | 174       | 53        | 73        | 3         | 9         | .977      |

- 2024年度シーズン終了時

### 背番号
- 39（2016年 - 2018年、2020年 - 2021年）
- 41（2022年、2024年）
- 26（2023年）